# Simulium omutaense
Simulium omutaense es una especie de insecto del género Simulium, familia Simuliidae, orden Diptera.
Fue descrita científicamente por Ogata & Sasa, 1954.